# Annemarieke van Rumpt
Annemarieke van Rumpt, nizozemska veslačica, * 29. april 1980, Middelharnis.
Na svetovnih prvenstvih je prvič nastopila na Svetovnem prvenstvu 2003 v Milanu, kjer je s četvercem brez krmarja osvojila srebrno medaljo. Z nizozemskim osmercem se je uvrstil ana Poletne olimpijske igre 2004 v Atenah, kjer je čoln osvojil bron. Bron je osmerec osvojil tudi na Svetovnem prvenstvu leta 2005 v Gifuju. Sezono 2005 je začela v dvojnem dvojcu, s katerim je na Svetovnem prvenstvu 2006 v Etonu osvojila peto mesto. Leta 2007 se je vrnila v osmerec, ki je na Svetovnem prvenstvu 2007 osvojil sedmo mesto, kar je bilo po zmagi na tekmi Svetovnega pokala v Amsterdamu in dveh tretjih mestih na tekmah v Luzernu in Linzu, veliko razočaranje.
S soveslačicami Femke Dekker, Annemiek de Haan, Roline Repelaer van Driel, Nienke Kingma, Sarah Siegelaar, Marlies Smulders, Helen Tanger in krmarko Ester Workel se je van Rumptova uvrstila na Poletne olimpijske igre 2008 v Pekingu, kjer je čoln osvojil srebrno olimpijsko kolajno.